# Leonardo Marchi
Leonardo Marchi (n. La Plata, Provincia de Buenos Aires, Argentina; 17 de septiembre de 1996) es un futbolista argentino. Juega de defensor en el Central Córdoba (SdE) de la Primera División de Argentina.

## Trayectoria
Marchi comenzó jugando en Estudiantes de La Plata, pero a los meses de haber ingresado a las inferiores del club, tuvo que irse del Pincha porque los horarios de entrenamientos no coincidían con sus horarios escolares.
Un año después, luego de cambiar sus horarios escolares, llegó a Gimnasia y Esgrima de La Plata, donde jugó hasta los 18 años.
Tras su paso por el Lobo, Marchi se convirtió en jugador de la Reserva de Defensa y Justicia. Allí jugó durante 3 años.
Al no tener oportunidades en Primera, en 2018 se convirtió en refuerzo de Arsenal, recién descendido a la Primera B Nacional. Su primera vez convocado fue el 25 de noviembre de 2018 en la victoria por 2-1 ante Brown de Adrogué. Con el Arse logró el título de la Primera B Nacional 2018-19.
Luego de haber debutado con Arsenal en 2020 jugando contra Racing Club de Avellaneda, y después de jugar su segundo partido con la camiseta del Arse ante Independiente, Marchi se fue a préstamo al Club Atlético Mitre de Santiago del Estero.
Durante todo el 2022 y primer semestre del 2023 jugó en la primera división del fútbol argentino con Arsenal.
En septiembre de 2023, el defensor fichó en el Giouchtas F.C. de la Segunda Superliga de Grecia.
Regresó a Argentina al año siguiente, firmando en el Central Córdoba (SdE).

## Estadísticas
- Actualizado hasta el 27 de diciembre de 2020.

| Arsenal Argentina | 2.ª                 | 2018-19             | 0 | 0 | 0 | 0 | - | - | 0 | 0 |
| Arsenal Argentina | 1.ª                 | 2019-20             | 0 | 0 | 0 | 0 | - | - | 0 | 0 |
| Arsenal Argentina | 1.ª                 | 2020                | - | - | 2 | 0 | - | - | 2 | 0 |
| Total club | Total club          | Total club          | 0 | 0 | 2 | 0 | - | - | 2 | 0 |
| Total en su carrera | Total en su carrera | Total en su carrera | 0 | 0 | 2 | 0 | - | - | 2 | 0 |
| (1) Las copas nacionales se refiere a la Copa Argentina y a la Copa de la Liga Profesional. (2) Las copas internacionales se refiere a la Copa Libertadores y a la Copa Sudamericana. |                     |                     |   |   |   |   |   |   |   |   |

## Palmarés

### Títulos nacionales
| Título         | Equipo                | Sede     | Año  |
| -------------- | --------------------- | -------- | ---- |
| Copa Argentina | Central Córdoba (SdE) | Santa Fe | 2024 |